# アリス・コーチマン
アリス・コーチマン（Alice Marie Coachman、1923年11月9日 - 2014年7月14日）は、アメリカ合衆国の陸上競技選手。1948年ロンドンオリンピックの金メダリストである。ジョージア州オールバニ出身。

## 経歴
コーチマンが活躍した時代のジョージア州はまだ人種差別の厳しい時代で、彼女にとって十分な練習環境であったとはいいがたかった。それにもかかわらず、1939年には早くも全米選手権(AAU)の走高跳を制すと、1948年まで10連覇を果たしたほか、100mでも3回チャンピオンに輝いている。
1940年と1944年のオリンピックが第二次世界大戦のため中止となった後、コーチマンは1948年に初めてオリンピックに出場できることとなった。この大会、走り高跳びで、イギリスのドロシー・タイラーらを押さえ金メダルを獲得。黒人女性選手として史上初めて金メダルを獲得した。
2014年7月14日、ジョージア州で死去。